# 시라스 진
시라스 진(일본어: 白洲 迅, 1992년 11월 1일 ~ )은 일본의 배우이다.
도쿄도 출신. 큐브 소속.

## 내력
2010년, 제22회 〈쥬논 수퍼 보이 콘테스트〉의 베스트 30에 남은 것을 계기로 연예계에 들어선다.
2011년, 무대 《뮤지컬·테니스의 왕자 2nd 시즌》으로 데뷔. 데뷔 당시에는 White Dream 소속이었다.
2012년, 소속 사무소의 이적과 白州迅 시라스 진[*]에서 白洲迅 시라스 진[*]으로 개명하는 것을 보고.
2013년, 《옷스!! 훈도시부!》로 드라마 첫 주연.

## 출연

### 드라마
- 비블리아 고서당 사건 수첩 제8화 (2013년 3월 4일, 후지 TV)
- 옷스!! 훈도시부! (2013년 4월 11일 ~ 7월 4일, TV 카나가와 외) - 주연・토미나가 이치로타 역
  - 옷스!! 훈도시부! 시즌 2~남해 노도 편~ (2014년 1월 ~ 3월)
- 졸업 (2014년 3월 17일, 나고야 TV) - 타케루 역
- 후쿠이에 경부보의 인사 최종화 (2014년 3월 25일, 후지 TV) - 토리시마 슈 역
- 오이에상 (2014년 5월 9일, 요미우리 TV) - 토쿠지로 역
- 살인 편차치 70 (2014년 7월 2일, 닛폰 TV) - 무카이 역
- 끝나지 않는 이야기 (2014년 8월, 후지 TV) - 주연・이치노세 케이스케 역
- 아스나로 337박자 제8화 (2014년 9월 2일, 후지 TV) - 젊은이 역
- HERO 제9화 (2014년 9월 8일, 후지 TV) - 아베 역
- 미안해 청춘! (2014년 10월 ~ 12월, TBS) - 아키시마 츠카사 역
- 학교의 계단 (2015년 1월 ~ 3월, 닛폰 TV) - 타쿠토 역
- 기묘한 이야기 (후지 TV)
  - 25주년 스페셜·봄 ~인기 만화가 경연 편~ 〈곤충들의 집〉 (2015년 4월 11일) - 나오야 역
  - 25주년 기념! 가을 2주 연속 SP 영화감독 편 〈거짓말이 태어난 날〉 (2015년 11월 28일) - 마스타니 역
  - ’20 여름 특별편 〈배포자〉 (2020년 7월 11일) - 주연・아카기 료타 역
- She (2015년 4월 18일 ~ 5월 16일, 후지 TV) - 히로세 유키 역
- 연애 있어 있어 (2015년 6월 24일, 후지 TV) - 코야마 역
- 임시 남자친구♡ (2015년 11월 3일 ~ 12월 22일, NHK BS 프리미엄) - 타카하라 슌 역
- 청춘탐정 하루야 제6화 (2015년 11월 19일, 요미우리 TV) - 오카지마 역
- 임상범죄학자 히무라 히데오의 추리 Another Story1 (2016년 3월 20일 공개, Hulu / 닛폰 TV) - 오오토모 역
- 에이코 교수의 사건부 (2016년 5월 21일, TV 아사히) - 아소 토타 역
- 연속 TV 소설 아빠 언니 제54·55·67화 (2016년 6월 4일·6일·20일, NHK) - 키도 미노루 역
- 사폐-DEATH CASH- (2016년 7월 14일 ~ 9월 15일, TBS) - 카와베 유다이 역
- 영업부장 키라 나츠코 (2016년 7월 21일 ~ 9월 22일, 후지 TV) - 마루오 유토 역
- 커리어 (2016년 10월 9일 ~ 12월 11일, 후지 TV) - 마츠모토 히데키 역
- 이랬을지도 모를 여배우들 2016 (2016년 10월 10일, 후지 TV)
- 인형 사시치 체포장 제3화 (2016년 11월 8일, BS 재팬) - 마츠바라 킨노스케 역
- 사랑하는 JK 좀비 (2016년 12월 30일, TV 아사히) - 히야미즈 역
- 갑작스럽지만, 내일 결혼합니다 제1화 (2017년 1월 23일, 후지 TV)
- CRISIS 공안 기동 수사대 특수반 제1화 (2017년 4월 11일, 후지 TV) - 우다가와 케이스케 역
- 경시청 수사 1과 9계 season12 제4화 (2017년 5월 3일, TV 아사히) - 토미타 이치로 역
- 귀족탐정 제5·6화 (2017년 5월 15일·22일, 후지 TV) - 에치카와 토모야 역
- 코드 네임 미라주 제9화 (2017년 6월 3일, TV 도쿄) - 유즈루 역
- 사랑해도, 비밀은 있다. (2017년 7월 16일 ~ 9월 17일, 닛폰 TV) - 아다치 코타로 역
- 정말로 있었던 무서운 이야기 여름 특별편 2017 〈카게온나〉 (2017년 8월 19일, 후지 TV)
- 내일의 약속 (2017년 10월 17일 ~ 12월 19일, 후지 TV·칸사이 TV) - 키타미 유지로 역
- 내일의 너를 더욱 좋아해 (2018년 1월 20일 ~ 3월 10일, TV 아사히) - 시로사키 하루히 역
- 만화처럼 가지 않아. 제6화 (2018년 2월 15일, 닛폰 TV)
- 돌멘 X 제4화 (2018년 3월 31일, 닛폰 TV) - MANABU 역
- 정의의 정 제4화 (2018년 5월 2일, 닛폰 TV) - 카츠무라 히로시 역
- 형사 7인 (TV 아사히) - 노노무라 타쿠미 역
  - 제4시즌 (2018년 7월 11일 ~ 9월 12일)
  - 제5시즌 (2019년 7월 10일 ~ 9월 18일)
  - 제6시즌 (2020년 8월 5일 ~ 9월 30일)
  - 제7시즌 (2021년 7월 7일 ~ 9월 15일)
  - 제8시즌 (2022년 7월 13일 ~ 9월 14일)
  - 제9시즌 (2023년 6월 7일 ~ 8월 9일)
- 사일런트 보이스 행동 심리 수사관 다테오카 에마 (2018년 10월 6일 ~ 12월 15일, BS TV 도쿄) - 니시노 케이스케 역
- BACK STREET GIRLS-고쿠돌즈- (2019년 2월 18일 ~ 3월 25일, MBS / 2월 20일 ~ 3월 27일, TBS) - 주연・야마모토 켄타로 역
- 칸사이 TV 개국 60주년 특별 드라마 〈내가 웃으면〉 (2019년 3월 26일, 칸사이 TV)
- 건너편 바즈루 가족 (2019년 4월 4일 ~ 6월 6일, 요미우리 TV) - 미나토 료타 역
- 백의의 전사! 제3화 (2019년 4월 24일, 닛폰 TV) - 나카무라 타이치 역
- 사랑과 취활의 단파 (2019년 4월 27일, NHK BS 프리미엄) - 에타 료헤이 역
- 도쿄 23구의 여자 최종화 (2019년 5월 18일, WOWOW) - 키우치 역
- 나는 아직 너를 사랑하지 않을 수 있다 (2019년 7월 15일 ~ 12월 10일, 후지 TV / 후지 TV 온 디맨드) - 주연・이시다 렌 역
- 하루~종합상사의 여자~ (2019년 10월 21일 ~ 12월 9일, TV 도쿄) - 아오야기 유마 역
- 야누스의 거울 (2019년 10월 22일 ~ 12월 10일, 후지 TV / 후지 TV 온 디맨드) - 켄이치 역
- 이 세계 주점 노부 (2020년 5월 16일 ~ 7월 17일, WOWOW 프라임) - 니콜라우스 역
- 우리는 사랑이 서툴러 (2020년 10월 25일~, 아사히 방송) - 주연・나리타 요스케 역
- 6 from HiGH&LOW THE WORST (2020년 11월 ~ 12월, 닛폰 TV) - 키리하라 세이지 역
- 인플루언서 (2021년 3월 20일 ~ 4월 17일, WOWOW) - 나츠메 토시야 역
- 나의 남편은 냉동고에 잠들어 있다 (2021년 4월 10일 ~ 5월 15일, TV 도쿄) - 사토 료 역
- 리코카츠 (2021년 4월 16일 ~ 6월 18일, TBS) - 미나즈키 진 역
- 어차피 이제 도망갈수 없어 (2021년 9월 16일~, MBS) - 주연・사키카와 타쿠미 역
- 사라진 첫사랑 제8화 (2021년 11월 27일, TV 아사히) - 오카노 역
- 메자마시 드라마 『메구루.』 (2021년 12월 6일 ~ 17일, 후지 TV)
- 정월 시대극 『에도 말기 동료전』 (2022년 1월 3일, NHK 종합) - 오키타 쇼지 역
- 녹풍당의 사계절 (2022년 1월 22일~ , TV 아사히) - 카도자키 에이스케 역
- 개인차 있습니다（2022년8월6일 - 9월24일, 토카이 테레비,후지테레비） - 주연 이소모리 아키라 역 （나츠나, 신카와 유아 트리플 주연）
- 대병원점거（2023년1월4일 - 3월18일, 니혼테레비） -  자귀(紫鬼) / 사가미슌스케 역
- 돌아왔어! 독거소년 코타로  （2023년4월15일 - 6월10일, 테레비아사히） - 우다 토요 역
- 대하드라마 어쩌다 이에아스（2023년 6월4일・11일、NHK） - 오쿠다이라 노부마사 역
- 이직의 마왕님 제6화 - 최종화（2023년 8월 21일 - 9월25일, 후지테레비） - 텐마 세이지 역
- 픽서 시즌3（2023년10월8일 예정, WOWOW） - 코이와 슌 역
- 제이쵸 ~ 낼수없다 에는 이유가 있다（2023년10월14일 예정 , 닛테레） - 하마무라 츠카사 역

### 영화
- Dance!DanceDance!! (2014년) - 아키히코 역
- 인 더 히어로 (2014년) - 나가시마 슌 역
- HERO SHOW (2015년) - 주연・에이유(영웅) 역
- 링킹 러브 (2017년) - 켄이치로 역
- 리버스 엣지 (2018년)
- EVEN ~너에게 보내는 노래~ (2018년) - RIN 역
- 극장판 돌멘 X (2018년) - MANABU 역
- BACK STREET GIRLS -고쿠돌즈- (2019년) - 주연・야마모토 켄타로 역
- 장례의 명인 (2019년) - 요시다 하지메 역
- HiGH&LOW THE WORST (2019년) - 키리하라 세이지 역
- 10만분의 1 (2020년 11월 27일) - 세토 히나 역
- 무코다 이발소 (2022년 공개예정) - 무코다 카즈마사 역

### 웹드라마
- BRAND GUARDIANS (2012년)
- 해피매리~Happy Marriage!?~ (2016년 6월, Amazon 프라임 비디오) - 야가미 유 역
- 스핀오프 드라마 〈어른 고교 에피소드 0〉 (2017년 10월 8일, au 비디오패스·AbemaTV) - 주연・우노 소타 역
- 나만이 없는 거리 (2017년 12월 15일 공개, Netflix) - 코바야시 켄야 역
- Life 선상의 우리들 (2020년 6월 19일 공개, Rakuten TV·비디오 마켓) - 주연・이토 아키라 역

### 정보방송
- 메자마시 테레비 (2021년 12월 13일 ~ 27일, 후지 TV) - 먼슬리 엔터메 프레젠터

### 웹예능
- 시라스 테레비 (2012년 12월 15일~, 니코니코) - 메인MC
- 아사쨩! (2021년 4월, TBS테레비) - 먼슬리 프레젠터
- 우리 결혼했어요 (2021년 7월 9일 ~ 9월 10일, AbemaTV)
- 비밀의 녹풍당 (2022년 1월 23일~, TELASA)

### 무대
- 뮤지컬·테니스의 왕자 2nd 시즌 (2011년 ~ 2014년) - 오오토리 쵸타로 역
  - 아오가쿠vs효테이 (2011년 7월 ~ 9월, JCB홀 외)
  - DREAM LIVE 2011 (2011년 11월, 고베 월드 기념홀, 요코하마 아레나)
  - 아오가쿠vs롯카쿠 (2011년 12월 ~ 2012년 2월, 일본청년관 외)
  - 봄 대운동회 2012 (2012년 5월 13일, 아리아케 콜로세움)
  - Dream Live 2013 (2013년 4월 27일 ~ 29일・5월 3일 ~ 5일, 요코하마 아레나 외)
  - 전국대회 아오가쿠vs효테이 (2013년 7월 11일 ~ 9월 29일, TOKYO DOME CITY HALL 외)
  - 봄 대운동회 2014 (2014년 4월 26일, 요코하마 아레나)
  - Dream Live 2014 (2014년 11월 15일 ~ 16일・22일 ~ 24일, 고베 월드 기념홀, 사이타마 슈퍼 아레나)
- 합창 브라보! (2012년 4월, CBGK시부게키!!) - 게스트 출연
- 옷스!! 훈도시부! 재재연 (2013년 2월) - 주연・토미나가 이치로타 역
- 더블린의 종지기 곰팡이 인간 (2015년 10월 ~ 11월, 파르코 극장 외)
- 꽃보다 남자 The Musical (2016년 1월 5일 ~ 2월 14일, 시어터 크리에 외) - 하나자와 루이 역
- 시라노 드 베르주라크 (2018년 5월, 닛세이 극장) - 크리스천 역
- 야래향 랩소디 (2022년 3월, Bunkamura 시어터쿤/2022년 4월, 아이치・오사카・니가타에서 상연예정) - 여금광 역

### 오리지널 비디오
- 휴대폰 그녀+ (2012년) - 나카무라 역

### 뮤직 비디오
- wacci 〈발걸음〉 (2016년)